# Schlagtow

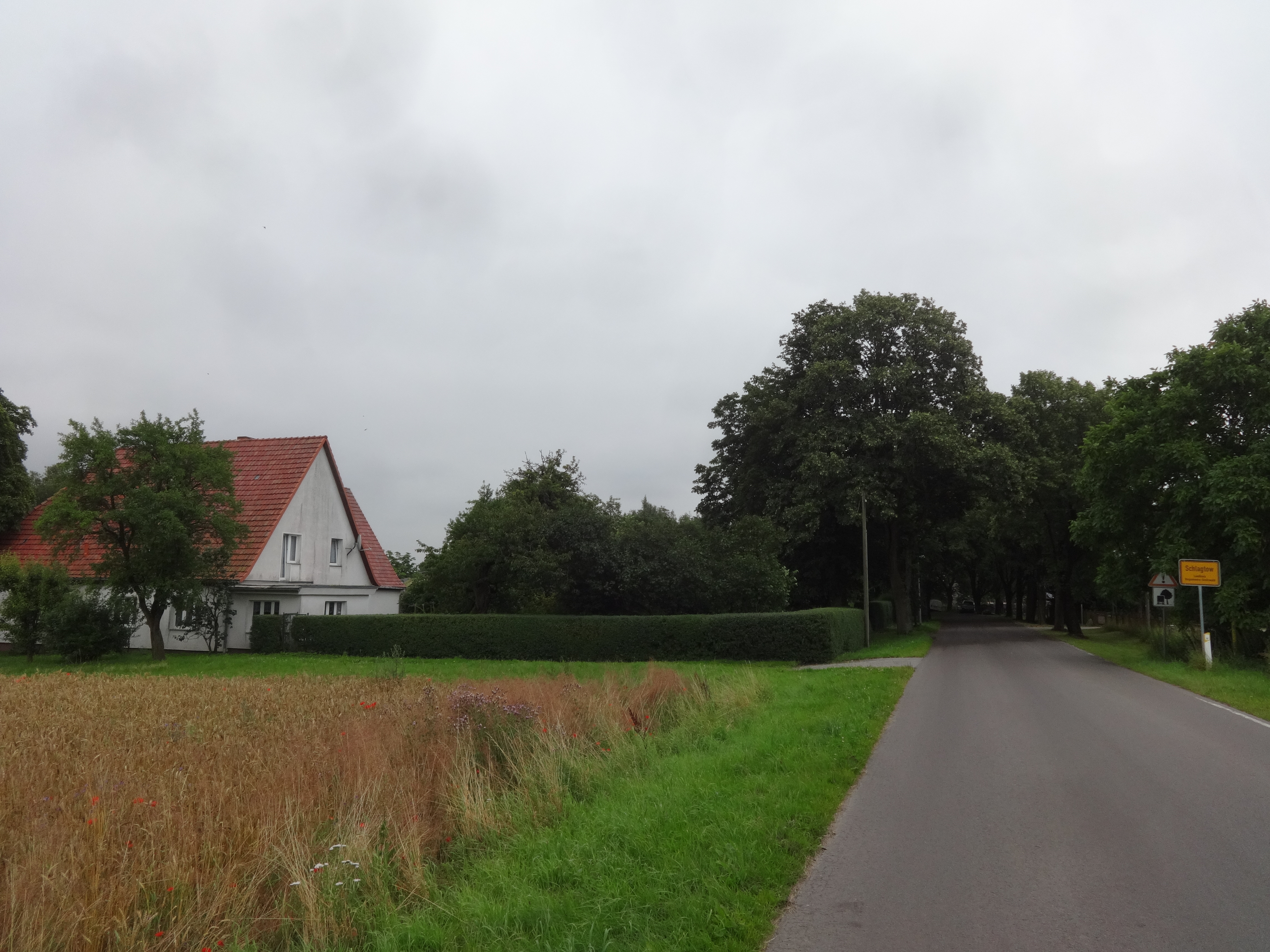
Nordwestlicher Ortseingang von Schlagtow

Schlagtow und Schlagtow-Meierei sind Ortsteile der Gemeinde Groß Kiesow im Landkreis Vorpommern-Greifswald.

## Geographie
Schlagtow liegt zwei Kilometer östlich von Groß Kiesow, nördlich der Bahnstrecke Anklam–Greifswald an der Kreisstraße K 12 Groß Kiesow – Züssow. Nordwestlich des Hauptortes Schlagtow liegt der eigenständige Ortsteil Schlagtow-Meierei.

## Geschichte
Westlich von Schlagtow wurde aus der vorrömischen Eisenzeit (600 vdZ bis 0) archäologisch ein Siedlungsplatz der Germanen aufgedeckt. Beim Straßenbau wurde 1934 das Siedlungsgefilde angeschnitten. Ein Töpfchen, mehrere Scherben und ein Spinnwirtel mit 4-facher Bogenverzierung wurden geborgen. Wilhelm Petzsch definiert den Fund als spätkaiserzeitlich der Ostgermanen-Rugier.
Am Nord- und Südrand des Ortes wurden ebenfalls archäologisch spätslawische (1000–1200) Siedlungen nachgewiesen.
Schlagtow ist neben anderen Gütern ein Ursprungsbesitz des Adelsgeschlechtes von Behr, es wurde bereits 1275 im Gesamt-Lehnbrief der Pommernherzöge für die Behrs genannt. Besonders bekannt war zu der Zeit Lippold von Behr, der als einer der Stammväter der Behrs gilt. Er war unter anderem auch Kastellan/Vogt der Gützkower Grafen.
Schlagtow wurde urkundlich aber erst 1320 als Schlagetowe genannt. Der Name ist scheinbar als Personennamen Dorf des Slawo zu deuten.
Die Meierei von Schlagtow wurde vor 1835 (PUM = Preußisches Urmeßtischblatt) angelegt, aber nur als Hof ohne Wohnplatz, deshalb wurde es erstmals 1957 als „Schlagtow-Meierei“ benannt.
1865 hatte Schlagtow 121 Einwohner, 6 Wohnhäuser und 15 Wirtschaftsgebäude.
Schlagtow wurde am 1. Juli 1950 nach Groß Kiesow eingemeindet.
Schlagtow hatte am 31. Dezember 2014 120 Einwohner mit Hauptwohnung und 12 mit Nebenwohnung.
Schlagtow-Meierei hatte am 31. Dezember 2014 25 Einwohner mit Hauptwohnung und 2 mit Nebenwohnung.

## Sehenswürdigkeiten
- Gutsanlage Schlagtow

## Persönlichkeiten: Söhne und Töchter des Ortes
- Henning Ernst von Behr (1706–1783), preußischer Offizier, zuletzt Generalmajor
- Karin Struck (1947–2006), Schriftstellerin